# Hats Off to (Roy) Harper
„Hats Off to (Roy) Harper“ je poslední skladba z třetího studiového alba anglické hard rockové skupiny Led Zeppelin Led Zeppelin III z roku 1970.

## Sestava
- Robert Plant - zpěv
- Jimmy Page - slide kytara